# Luigi Chiatti
Luigi Chiatti (* 27. února 1968) je italský sériový vrah známý jako Monstrum z Foligna. Zavraždil dvě děti, ale policie nevyloučila možnost, že obětí mohlo být víc.

## Život
Luigi Chiatti byl syn italské servírky a svobodné matky Marie Rossi. Krátce po narození ho matka dala do sirotčince v Narni. V šesti letech byl adoptován Ermannem Chiattim a Giacomou Ponti, kteří pocházeli z bohaté rodiny z města Foligno.
8. srpna 1993 byl zatčen za brutální vraždu třináctiletého Lorenza Paolucciegiho. Ve vazbě se přiznal, že 4. října 1992 zavraždil také čtyřletého Simona Allegrettiho. Po tomto doznání ho média nazvala jako Monstrum z Foligna. Byl odsouzen na 30 let ve vězení a odpykává trest ve věznici se zvýšenou ostrahou ve městě Spoleto.